# La Villeneuve-les-Convers
La Villeneuve-les-Convers ist eine französische Gemeinde mit 60 Einwohnern (Stand: 1. Januar 2022) im Département Côte-d’Or in der Region Bourgogne-Franche-Comté. Sie gehört zum Arrondissement Montbard und zum gleichnamigen Kanton Montbard.
Nachbargemeinden sind Étormay im Norden, Baigneux-les-Juifs im Nordosten, Poiseul-la-Ville-et-Laperrière und Frôlois im Osten, Darcey im Süden und Bussy-le-Grand im Westen.

## Bevölkerungsentwicklung
| Jahr                       | 1962 | 1968 | 1975 | 1982 | 1990 | 1999 | 2008 | 2016 |
| -------------------------- | ---- | ---- | ---- | ---- | ---- | ---- | ---- | ---- |
| Einwohner                  | 59   | 55   | 52   | 52   | 43   | 35   | 40   | 47   |
| Quellen: Cassini und INSEE |      |      |      |      |      |      |      |      |

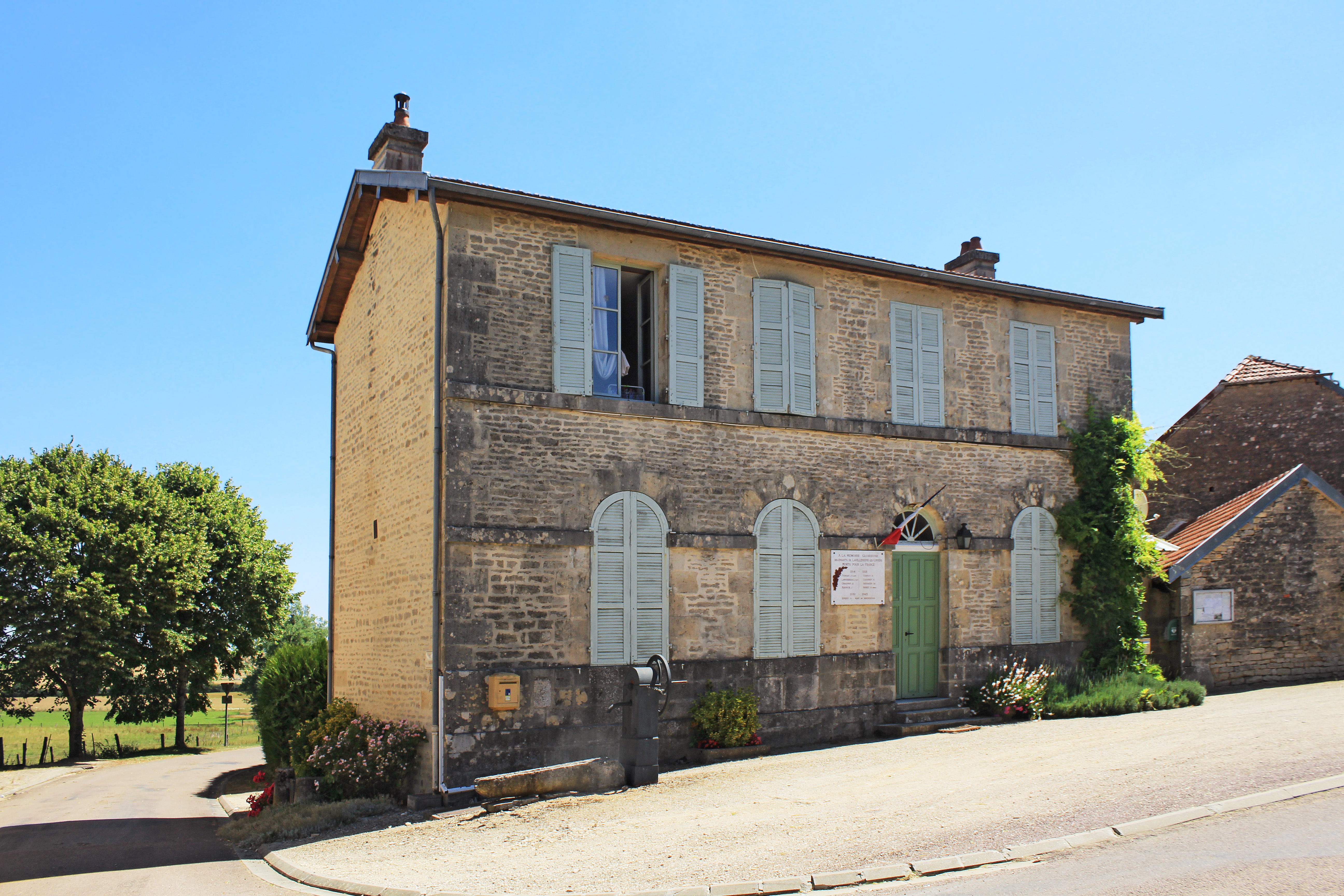
Mairie La Villeneuve-les-Convers
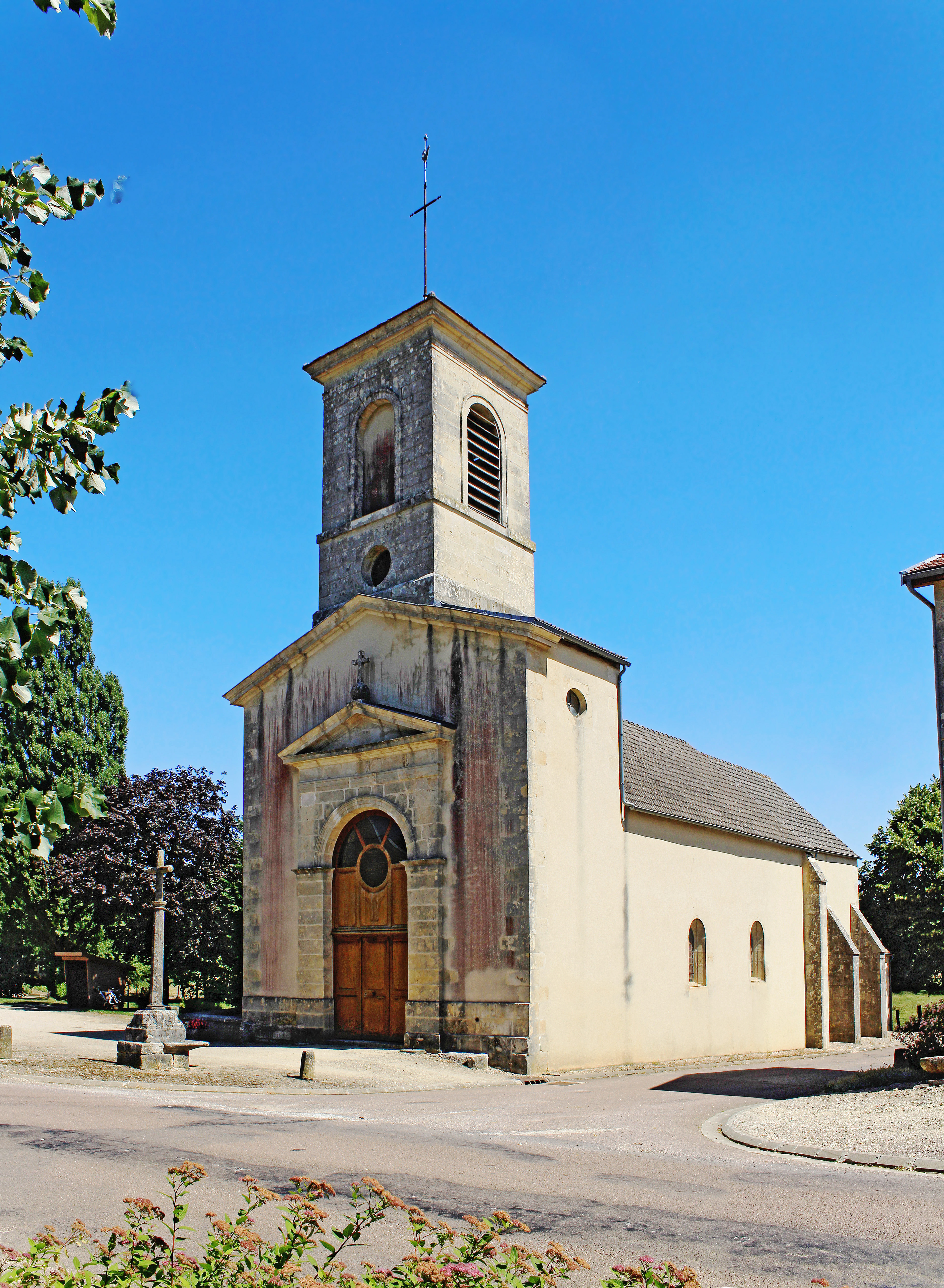
Kirche Saint-Nazaire und Saint-Celse